# Manfred Flügge
Manfred Flügge (* 3. März 1946 in Kolding, Dänemark; † 30. März 2025)  war ein deutscher Schriftsteller und Übersetzer.

## Leben

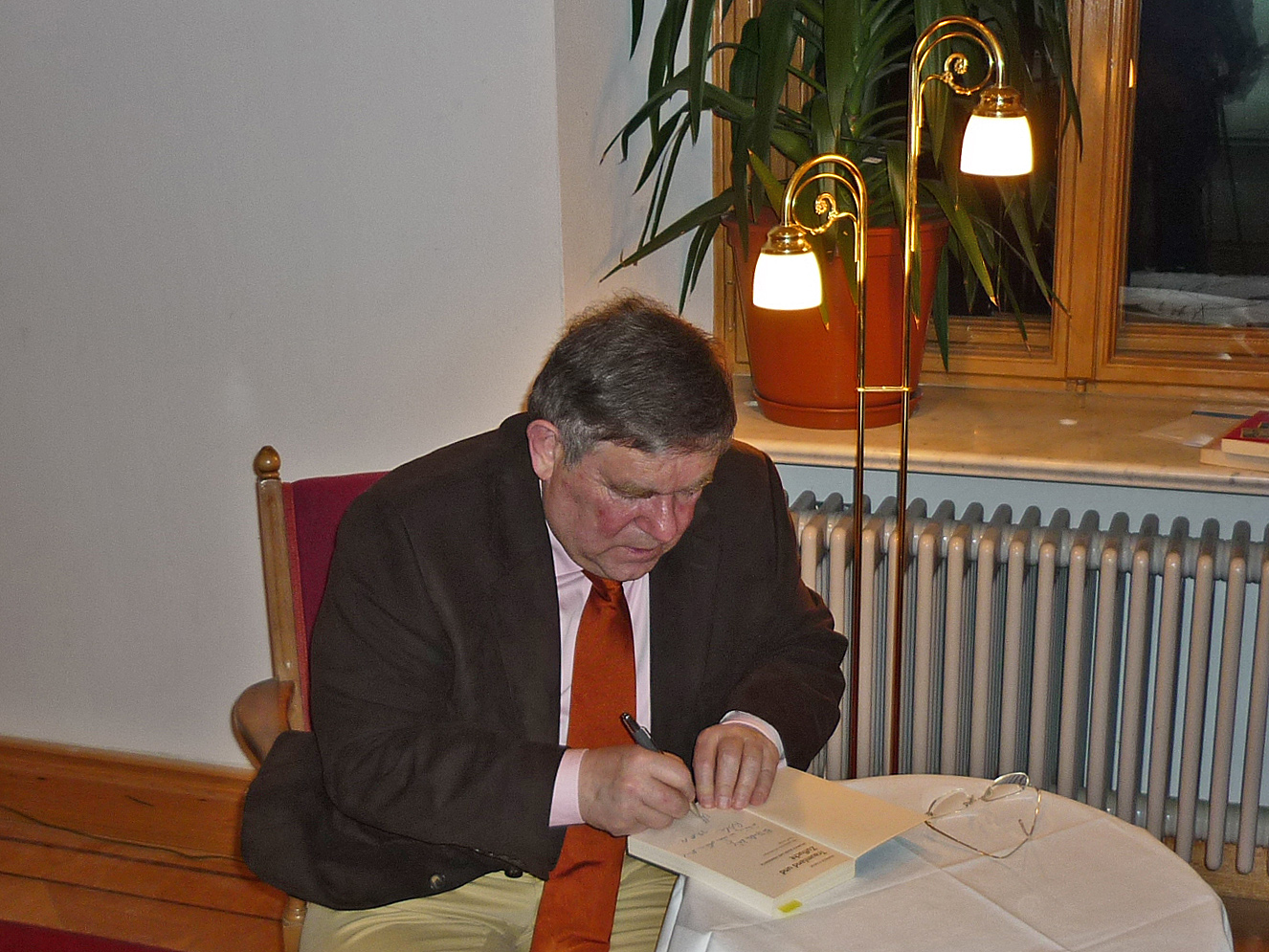
Manfred Flügge beim Signieren seines Buches 2014 anlässlich der Preisverleihung „Hommage à la France“ in Dresden

Manfred Flügge, der einer ostpreußischen Flüchtlingsfamilie entstammte, verbrachte ab 1948 Kindheit und Jugend im Ruhrgebiet. Er besuchte das Adalbert-Stifter-Gymnasium in Castrop-Rauxel, wo er im Jahre 1965 die Reifeprüfung bestand. Von 1965 bis 1974 studierte er Romanistik und Geschichte an den Universitäten Münster und Lille. 1974 promovierte er mit einer romanistischen Arbeit an der Universität Münster zum Dr. phil. Anschließend war er Referendar in Hagen und von 1976 bis 1990 Dozent und Assistenzprofessor an der Freien Universität Berlin, wo 1981 seine Habilitation erfolgte. Ab 1990 war Flügge freier Schriftsteller. 1992 nahm er am Ingeborg-Bachmann-Wettbewerb in Klagenfurt teil. Flügge lebte zuletzt in Paris und Berlin.
Manfred Flügge war Verfasser von Romanen, Erzählungen, Biografien, Rezensionen, Theaterstücken und Hörspielen. Daneben übersetzte er aus dem Französischen.
Manfred Flügge war seit 1999 Mitglied des deutschen PEN-Zentrums. Er erhielt u. a. folgende Auszeichnungen: 1994 das Alfred-Döblin-Stipendium, 1997 ein Stipendium der Villa Aurora in Los Angeles und des Stuttgarter Schriftstellerhauses, 2003 eine Gastdozentur an der Miami University in Oxford (Ohio), 2004 die Ehrung der Villa Départementale Marguerite Yourcenar im nordfranzösischen Saint-Jans-Cappel, 2014 in Dresden den Literaturpreis Hommage à la France der Stiftung Brigitte Schubert-Oustry sowie den Prix Jean Monnet du Dialogue Européen 2014 für seinen auf Französisch verfassten Essay Le bleu des anges. Le rêve français de Heinrich Mann (Grasset, 2014).

## Werke (Auswahl)

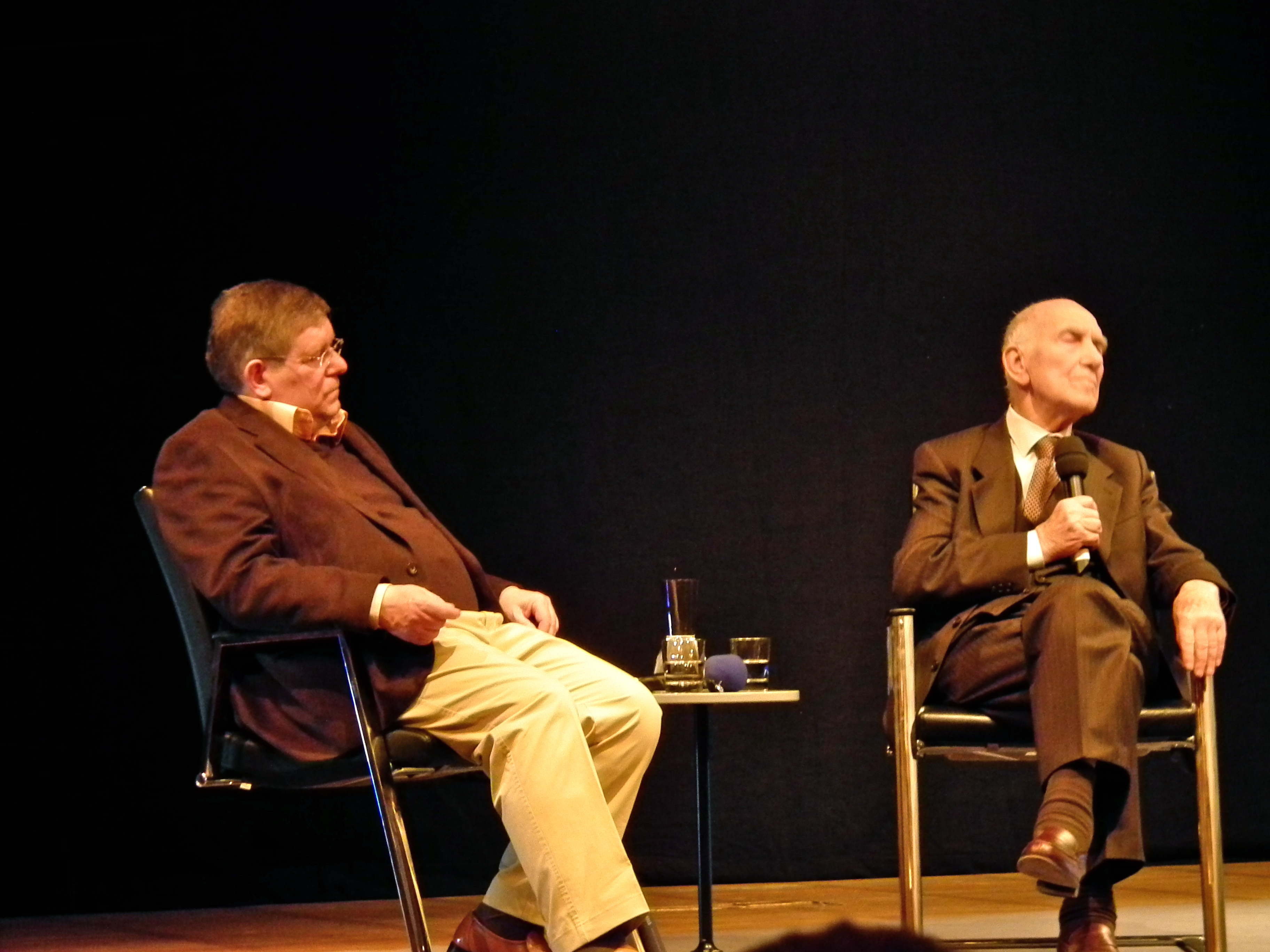
Manfred Flügge (links) und Stéphane Hessel (2012)

- Die Artikulation der narrativen Invarianten. Münster 1974.
- Verweigerung oder neue Ordnung. Rheinfelden 1982 (2 Bände)
- Paris ist schwer. Deutsche Lebensläufe in Frankreich. Berlin 1992. (Thema ist: das Leben von Wilhelm Uhde)
- Gesprungene Liebe. Die wahre Geschichte zu „Jules und Jim“. Berlin u. a. 1993
- Die Wiederkehr der Spieler. Tendenzen des französischen Romans nach Sartre. Marburg 1993.
- Meine Sehnsucht ist das Leben. Eine Geschichte aus dem deutschen Widerstand. Berlin 1996.
- Wider Willen im Paradies. Deutsche Schriftsteller im Exil in Sanary-sur-Mer. Berlin 1996.
- Zu spät für Amerika. Roman. Berlin 1998 (autobiografischer Roman)
- Der Engel bin ich. Begegnungen in Los Angeles. Berlin 1999.
- Figaros Schicksal. Das Leben des Pierre-Augustin Caron de Beaumarchais. München 2001.
- Heinrich Schliemanns Weg nach Troia. Die Geschichte eines Mythomanen. München 2001.
- Die Unberührbare. Ein Lebensroman. Berlin 2001.
- Rettung ohne Retter oder: Ein Zug aus Theresienstadt. München 2004.
- Heinrich Mann. Eine Biographie. Reinbek 2006.
- Ich erinnere mich an Berlin. Erlebtes und Erfundenes. Berlin 2006.
- Die vier Leben der Marta Feuchtwanger. Biographie. Berlin 2008.
- Das flüchtige Paradies. Künstler an der Côte d'Azur. Berlin 2008.
  - Erweiterte Ausgabe als: Das flüchtige Paradies. Deutsche Schriftsteller im Exil an der Côte d‘Azur. Aufbau Verlag, Berlin 2019.
- Stéphane Hessel – Ein glücklicher Rebell. Berlin 2012.
- Muse des Exils. Das Leben der Malerin Eva Herrmann. Insel Verlag, Frankfurt am Main 2012, ISBN 978-3-458-17550-6.
- Traumland und Zuflucht – Heinrich Mann in Frankreich. Insel Verlag, Frankfurt am Main 2013, ISBN 978-3-458-35954-8 (insel taschenbuch 4254).
- Das Jahrhundert der Manns. Aufbau Verlag, Berlin 2015, ISBN 978-3-351-03590-7.
- Stadt ohne Seele. Wien 1938. Aufbau Verlag, Berlin 2018, ISBN 978-3-351-03699-7.
- Notizen zu Napoleon. Aufbau Verlag, Berlin 2021, ISBN 978-3-351-03472-6.

## Herausgeberschaft
- Franz Hessel: Letzte Heimkehr nach Paris. Berlin 1989
- Gérard Sandoz: Gérard Sandoz – ein Leben für die Verständigung. Marburg 1990
- Jean Anouilh: Antigone. Becket oder Die Ehre Gottes. Frankfurt am Main u. a. 1992
- Zofía Jasinska: Der Krieg, die Liebe und das Leben. Eine polnische Jüdin unter Deutschen. Berlin 1998
- Inge Ginsberg: Die Partisanenvilla. Erinnerungen an Flucht, Geheimdienst und zahlreiche Schlager. München 2008

## Übersetzungen
- Pascal Bruckner: Ich kaufe, also bin ich. Berlin 2004
- Jacques Duquesne: Opa, was ist Gott? München 2000
- Dominique Fernandez: Der Triumph des Paria. Marburg 1993
- Dominique Fernandez: Die zwölf Musen des Alexandre Dumas. Berlin 2002.
- José-Alain Fralon: Der Gerechte von Bordeaux. München 2001
- Max Gallo: Napoleon. Berlin 2002 (in 4 Büchern: 1. Der Aufbruch; 2. Die Sonne von Austerlitz. 3. Kaiser der Könige; 4. Der Unsterbliche)
- Marek Halter: Der Messias-Code. Berlin 2005
- Pierre Merle: Robert Merle. Ein verführerisches Leben. Biographie. Berlin 2009
- Pierre Mertens: Ein Fahrrad, ein Königreich und der Rest der Welt. Berlin 1996
- Emmanuel Moses: Tanzender Staub im Sonnenlicht. Berlin 2000
- Georges Moustaki: Sohn des Nebels. München 2001
- Pierre Radványi: Jenseits des Stroms. Berlin 2005
- Annette Wieviorka: Mama, was ist Auschwitz? Berlin 2000